# Jiří Vršťala
Jiří Vršťala (né le 31 juillet 1920 à Liberec ; mort le 10 juin 1999  à Berlin) était un acteur tchécoslovaque, principalement connu pour son rôle de Clown Ferdinand (de), qui donna lieu à de nombreux films et téléfilms entre 1955 et 1983.

## Filmographie partielle
- 1963 : Ikarie XB-1, film tchécoslovaque de Jindřich Polák
- 1965 : Commando à Prague, film tchécoslovaque de Jiří Sequens
- 1965 : Et le cinquième cavalier, c'est la peur, film tchécoslovaque de Zbyněk Brynych
- 1966 : Le Fils de la Grande Ourse (Die Söhne der großen Bärin), film est-allemand de Josef Mach